# Чиримідо
Чиримідо (італ. Cirimido) — муніципалітет в Італії, у регіоні Ломбардія, провінція Комо.
Чиримідо розташоване на відстані близько 510 км на північний захід від Рима, 30 км на північний захід від Мілана, 14 км на південь від Комо.
Населення — 2104 особи (2014).

## Демографія
Населення за роками:

Станом на 1 січня 2023 року в муніципалітеті офіційно проживали 194 іноземці з 33 країн, серед них 28 громадян країн Євросоюзу та 9 громадян України.

## Сусідні муніципалітети
- Фенегро
- Гуанцате
- Ломаццо
- Турате